# Летсие I Мошвешве
Летсие I Мошвешве (сесото Letsie I Moshoeshoe) (1811—20 ноября 1891 года) — 2-й великий вождь народа сото (басуто).

## Биография
Был старшим из четырех сыновей основателя государства сото Мошвешве I, от его главной жены Мамохато.
Вместе со своим братом Молапо посещал первую христианскую школу в регионе. Во время правления отца тайно осуществлял оппозиционную деятельность, а во время войны в Секите 1865—1868 годов против воли отца пытался заключить мирный договор с бурами Оранжевого Свободного Государства.
18 января 1870 года Мошвешве отрекся от престола и передал власть Летсие. В 1871 году Басутоленд стал частью Капской колонии без согласия Басутоленда. Во время правления Летсие началась Оружейная война, в результате которой Басутоленд снова попал под прямое управление британской колониальной администрации. Королевство потеряло большую часть своих наиболее плодородных земель в пользу буров, а свою политическую автономию — в пользу британцев. Тем не менее, сото все еще сохранили часть своей земли и свою социальную и культурную независимость.
Летсия I умер 20 ноября 1891 года, после чего власть унаследовал его сын Леротоли.